# Tence

Tence este o comună în departamentul Haute-Loire, Franța. În 2009 avea o populație de 3,232 de locuitori.